# Nơi này có anh
"Nơi này có anh" là một bài hát của nam ca sĩ kiêm sáng tác nhạc Sơn Tùng M-TP nằm trong album tuyển tập đầu tiên của anh, m-tp M-TP (2017). Nó được phát hành dưới dạng đĩa đơn thứ 2 được trích ra từ album. Ca khúc cùng với MV chính thức được Sơn Tùng cho ra mắt vào lúc 0:00 (GMT+7) ngày 14 tháng 2 năm 2017 nhân dịp ngày Valentine nhằm tri ân những người hâm mộ luôn sát cánh bên anh trong suốt thời gian qua. Bản MP3 của ca khúc được phát hành trên hệ thống cửa hàng iTunes bởi công ty M-TP Entertainment và bởi Nhac.vn trong cùng ngày. Đây là ca khúc thứ hai của Sơn Tùng M-TP trong năm 2017 cũng như ca khúc thứ hai của Sơn Tùng sau khi rời khỏi WePro Entertainment và người quản lỹ cũ Nguyễn Quang Huy.
"Nơi Này Có Anh" mang phong cách pop và R&B. Các ca khúc trước đây của Sơn Tùng luôn bị gắn mác "đạo nhái", phong cách trình diễn thường bị cho là khá ngông cuồng. Nhưng hai sản phẩm mới nhất do chính anh đích thân thực hiện sau khi bước ra con đường solo (Lạc trôi và bài này) lại không gây ồn ào về vấn đề "đạo nhạc". Hình ảnh trong MV cũng không bị mọi người đem ra so sánh với các ngôi sao K-Pop.
Với hơn 9 triệu lượt xem trong vòng 24 giờ, MV Nơi này có anh không những phá vỡ kỷ lục 4,5 triệu lượt xem của ca khúc Lạc trôi của chính Sơn Tùng trước đó, mà còn trở thành MV âm nhạc được xem nhiều nhất thế giới trong ngày 14 tháng 2 trên YouTube. Vào lúc 17 giờ ngày 13 tháng 4 năm 2017, ca khúc đã đạt được 100 triệu lượt xem trên YouTube sau gần 2 tháng, không những phá kỉ lục của "Lạc Trôi" - ca khúc trước đó của anh mà còn phá kỉ lục của V-pop mà còn đứng thứ 3 trong số các MV đạt được 100 triệu lượt xem nhanh nhất châu Á (chỉ sau Gangnam Style và Gentleman của PSY)
Ngày 1 tháng 2 năm 2019, MV Nơi này có anh đã chạm đến mốc 200 triệu lượt xem. Đây là MV đầu tiên của Sơn Tùng M-TP đạt 200 triệu lượt xem và đồng thời là MV thứ 6 ở Việt Nam chạm mốc này (sau Bống bống bang bang của nhóm 365, Phía sau một cô gái của Soobin Hoàng Sơn, Xúc xắc xúc xẻ của bé Bảo An, Thương lắm thầy cô ơi! của bé Phan Hiếu Kiên và Đại ca lớp 12A của Vanh Leg).
Dưới hiệu ứng của bài hát Chúng ta của hiện tại năm 2020, bài hát đã lọt vào bảng xếp hạng Kênh 14 Hot 14 tại vị trí thứ 7, trở thành bài hát thứ 3 của Sơn Tùng M-TP lọt vào bảng xếp hạng này kể từ khi bảng xếp hạng ra mắt vào năm 2020.

## Thực hiện và quảng bá
Sau khi Lạc trôi ra mắt được một thời gian ngắn, Sơn Tùng tiết lộ về dự án tiếp theo sẽ ra mắt vào đúng dịp Valentine năm 2017. Anh cho biết, ca khúc này sẽ có tên Nơi này có anh và sẽ là sản phẩm độc lập thứ 2 sau khi anh rời khỏi người quản lý cũ Nguyễn Quang Huy. Nơi này có anh đánh dấu lần hợp tác đầu tiên của Sơn Tùng và nhạc sĩ Khắc Hưng trong vai trò nhà sản xuất. Sơn Tùng tiết lộ anh viết Nơi này có anh trước Lạc trôi nhưng quyết định để dành đến ngày Valentine (14 tháng 2). Lý giải về điều này, Sơn Tùng cho biết anh luôn muốn thực hiện một sản phẩm mà khi xem, những người yêu quý anh sẽ thấy được chính họ trong đó cũng như cảm nhận được tình cảm của Sơn Tùng dành cho người hâm mộ.
"Thành công ngày hôm nay của Tùng có được là do sự yêu thương, đồng hành của người hâm mộ nên Tùng ấp ủ một dự án mà trong đó sẽ có sự góp mặt của những người yêu quý mình. Trong dịp Valentine, nhiều người hay nhắc về tình yêu đôi lứa nhưng với Tùng, ngày Valentine cũng là ngày để Tùng thể hiện tình cảm với những người yêu quý mình nên Tùng quyết định thực hiện MV đầy ngọt ngào để gửi tặng đến mọi người. Tùng luôn xem tất cả những người quý mến Tùng như "người yêu" nên Tùng muốn mọi người sẽ hạnh phúc trong ngày Valentine".

Teaser chính thức của MV Nơi này có anh được tung ra vào lúc 0h ngày 7 tháng 2 năm 2017. Ngay sau khi được công bố, những hình ảnh đầu tiên của dự án âm nhạc này ngay lập tức đã tạo nên một cơn sốt chờ đợi trên cộng đồng mạng. Chỉ sau 1 ngày được tung ra, teaser này đã cán mốc 1 triệu lượt xem, phá vỡ mọi kỷ lục trước đó. Sau khi biết được thông tin này, Sơn Tùng chia sẻ trên trang Facebook của mình:
"Mỗi sản phẩm trước khi đến với công chúng, Tùng chỉ biết cố gắng làm hết sức mình để mang đến nhiều điều mới lạ cho khán giả. Bởi đó là cách để tri ân tình cảm họ dành cho mình. Teaser Nơi này có anh chỉ mới ra mắt được một ngày nhưng đã được mọi người đón nhận điều này khiến Tùng rất vui và hạnh phúc. Hi vọng ngày 14 tháng 2, khi MV chính thức ra mắt cũng sẽ nhận được sự yêu thích".

## Video âm nhạc
Video âm nhạc được thực hiện tại Hàn Quốc dưới sự chỉ đạo của đạo diễn Gin Trần. Trong MV này, chàng trai luôn dành cho người yêu những cử chỉ quan tâm, chu đáo mà bất cứ cô gái nào cũng muốn bạn trai làm cho mình như đeo ba lô giúp, cột dây giày, vuốt tóc... Tình yêu của cặp đôi cũng trải qua nhiều cung bậc cảm xúc. Có những thời điểm khó khăn tưởng chừng phải xa nhau nhưng sau tất cả, bằng tình yêu chân thật nhất hai người vẫn bên cạnh nhau và viết nên câu chuyện ngọt ngào. MV được quay dưới góc nhìn thứ 3 và dưới góc nhìn của nhân vật nữ.

### Đón nhận
Sau 1 tiếng phát hành, MV Nơi này có anh đã thu hút được hơn 360 nghìn lượt xem, và đạt hơn 9 triệu lượt xem trong 1 ngày, bỏ xa kỷ lục 4,5 triệu lượt xem trước đó của ca khúc Lạc trôi do chính anh thể hiện. Không những thế, đây là MV được xem nhiều nhất thế giới trong ngày 14 tháng 2, bỏ xa vị trí thứ 2 là hit Shape of You của Ed Sheeran với 7,6 triệu lượt xem.

## Xếp hạng
| Bảng xếp hạng (2020)      | Vị trí cao nhất |
| ------------------------- | --------------- |
| Việt Nam Hot 14 (Kênh 14) | 7               |